# Meridiano
Meridiano är en kommun i Brasilien.   Den ligger i delstaten São Paulo, i den södra delen av landet, 600 km söder om huvudstaden Brasília. Antalet invånare är 3 851.
Omgivningarna runt Meridiano är en mosaik av jordbruksmark och naturlig växtlighet. Runt Meridiano är det ganska glesbefolkat, med 45 invånare per kvadratkilometer.